# Heinrich von Tiedemann

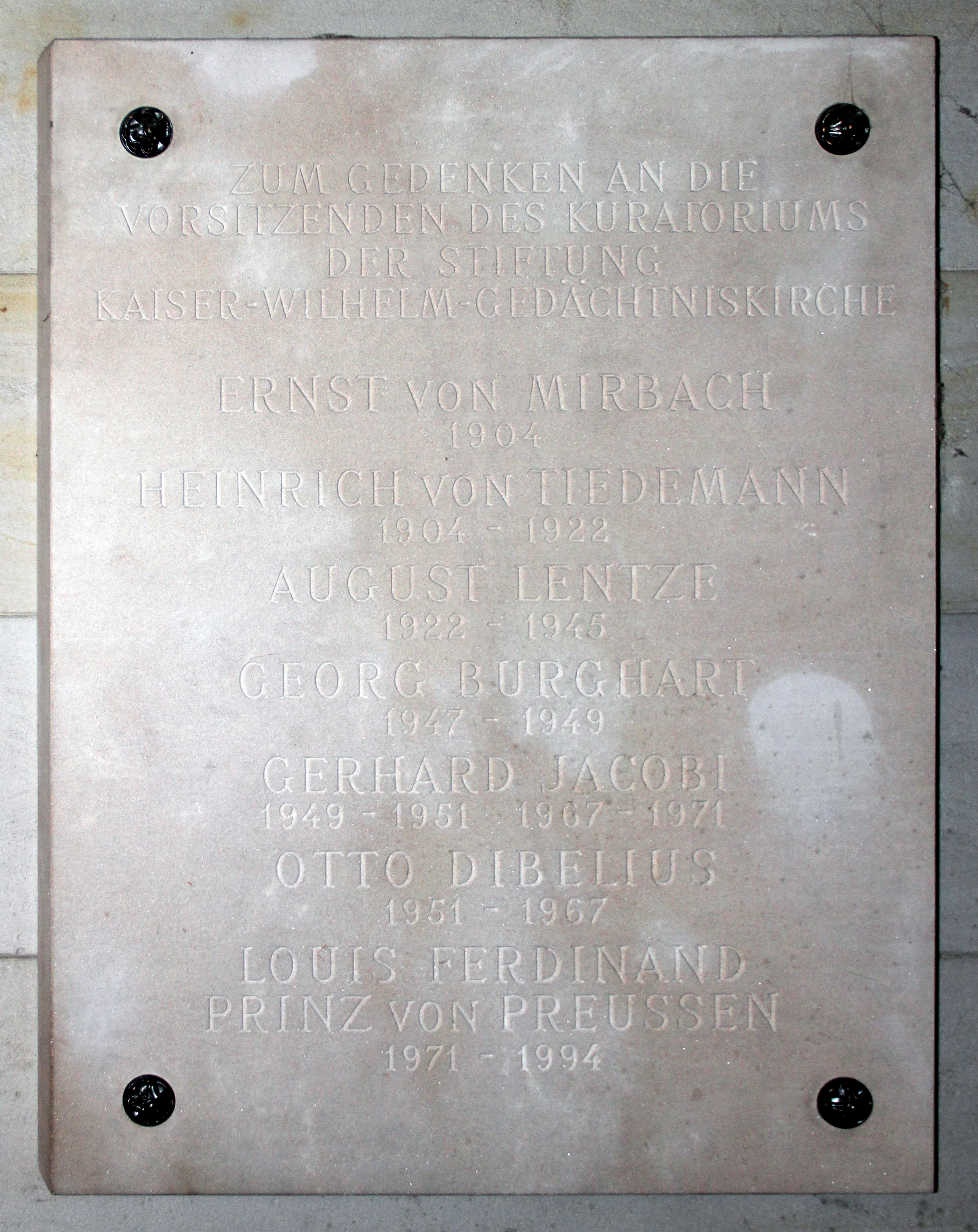
Herdenkingsplaquette in de Kaiser-Wilhelm-Gedächtniskirche, Berlin-Charlottenburg

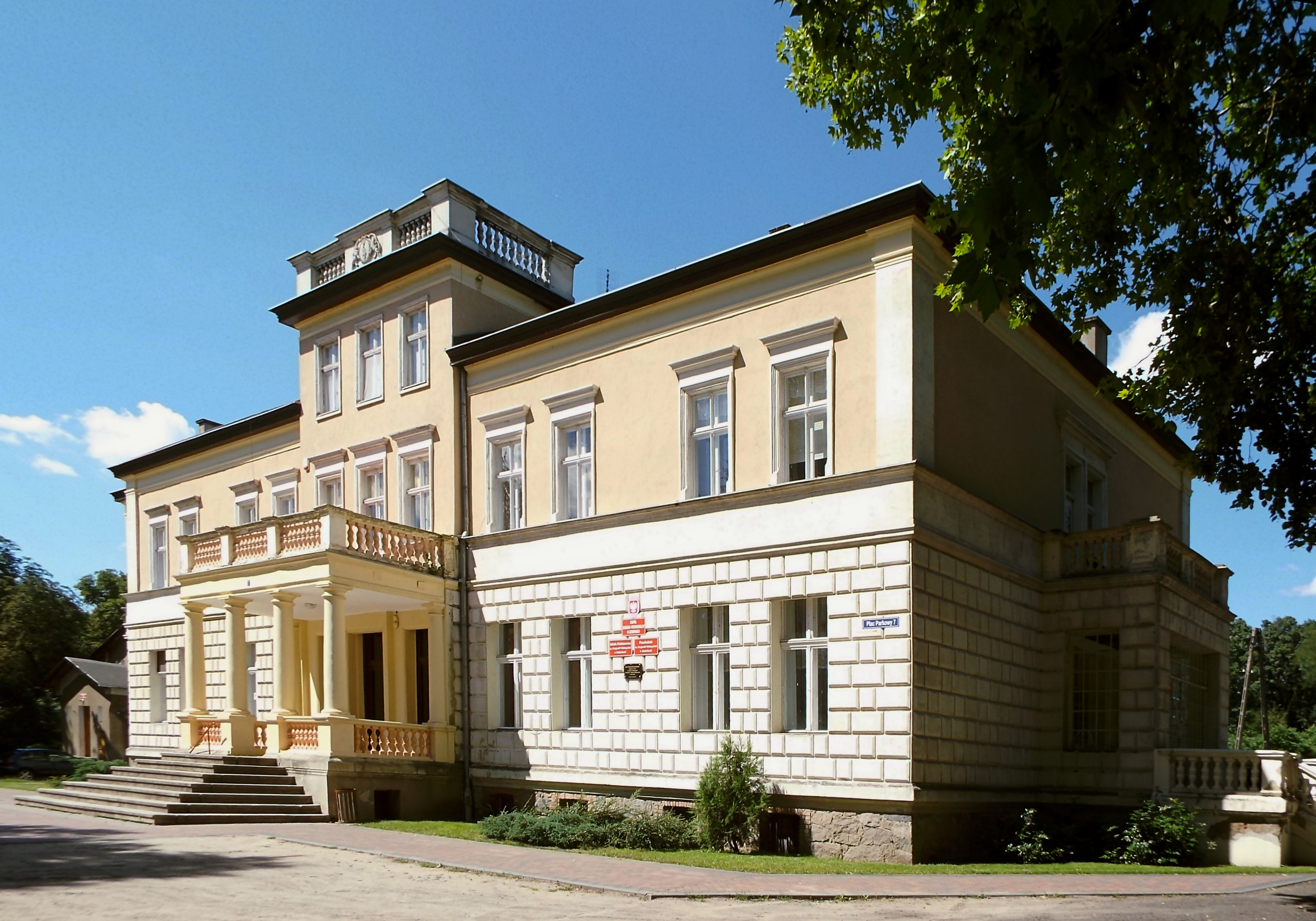
Huis Seeheim, nu Pałac Tiedemannów genoemd

Heinrich Ludwig Ferdinand von Tiedemann-Seeheim (Dembogorsch, 22 oktober 1843 - Berlijn, 2 januari 1922) was een Pruisische radicale, extreem-nationalistische en xenofobische politicus. Hij was in zijn leven ook mede-oprichter en voorzitter van de Deutscher Ostmarkenverein.

## Levensloop

### Achtergrond
Heinrich von Tiedemann kwam uit een diepgewortelde West-Pruisische jonkersgeslacht. Hij diende achttien jaar lang in het Pruisische leger, ontving de Kroonorde met zwaarden en IJzeren Kruis, en verliet in 1881 als majoor het leger. Hij kocht dat jaar een Pools landhuis in het tegenwoordige Jeziorki in de gemeente Stęszew ten zuidwesten van Posen en hernoemde het "Seeheim". Von Tiedemann trouwde in 1872 met Dorothea (Dora) von Hardt; een telg van een succesvolle Berlijnse handelaarsfamilie en werd in 1898 mede-eigenaar van het exporterende bedrijf van zijn zwager.

### Politieke carrière
Tijdens het bewind van Otto von Bismarck begonnen de etnische en culturele spanningen in de 18e eeuw geannexeerde Poolse gebieden te stijgen. Dit ging gepaard met groeiende tendensen van nationalisme, imperialisme en chauvinisme binnen de Duitse samenleving. Aan de ene kant werd een nieuwe wereldorde geëist met de wens om een Duits koloniaal imperium te creëren. En aan de andere kant, groeide het gevoel van vijandigheid tegenover andere nationale groepen binnen de Duitse staat.
In dit politieke en maatschappelijke milieu begon Heinrich von Tiedemann zijn politieke carrière in een voorbereinde rol voor de Alldeutscher Verband en was tevens lid van haar comité. Ook was hij actief in het opbouwen van netwerken van politieke invloed in Berlijn. Samen met Ferdinand von Hansemann en Hermann Kennemann richtte hij op 3 november 1894 de Verein zur Förderung des Deutschtums in den Ostmarken in Posen op. Heinrich von Tiedemann verhuisde zijn hoofdkwartier in 1896 naar Berlijn. De naamswijziging naar Deutscher Ostmarkenverein vond in 1899 plaats. De organisatie stond onofficieel bekend als H-K-TVerein, naar de achterletters van de drie oprichters. Aanhangers van de organisatie werden daarom (vooral door de Polen) ook Hakatisten genoemd. De belangrijkste doelen van de Ostmarkenverein waren de bevordering van germanisering van Polen in Pruisen en de vernietiging van de Poolse identiteit in de Duitse oostprovincies.
De opstart van zijn beweging ging niet zonder problemen. De Deutschkonservative Partei en Bund der Landwirte stelden zich onverschillig en in sommige gevallen zelfs vijandig op. Heinrich von Tiedemann mobiliseerde met succes zijn Berlijnse connecties en in de loop der jaren werd er een Modus vivendi met de Duitse agrarische leiders bereikt. In 1894-5 was Von Tiedemann erin geslaagd om contacten op de hoogste level van de overheid in Berlijn te leggen.
De Ostmarkenverein was georganiseerd rondom de persoonlijke leiderschap van Heinrich von Tiedemann. Deze organisatie werd gekenmerkt door aanmatigend autocratische centralisme. Al het verkeer binnen de administratie ging door zijn handen, inclusief de relaties met de overheid en die met de provinciale secretariaten in Posen, Grauden, Königsberg en Breslau. Hij drong aan op de strikte onderschikking van de voltijdse officieren en hield er een obsessieve verplichting tot geheimhouding op na. Hij beschouwde de afdelingsvoorzitters als loutere agenten van zijn wil en tolereerde nauwelijks enig autonoom lokaal initiatief.
Heinrich von Tiedemann deed in januari 1920 afstand van zijn voorzitterschap en maakte plaats voor generaal Ernst von Wrisberg.

## Erfenis
Tijdens de Duitse invasie van Polen op 1 september 1939 vormden de Hakatisten de harde kern van de vijfde colonne en werden gemilitariseerd onder de noemer Volksdeutscher Selbstschutz. Groot-Polen werd tijdens de Duitse bezetting van Polen geannexeerd als onderdeel van de Rijksgouw Wartheland. Enkele straten in Poznań werden naar de oprichters van de Ostmarkenverein hernoemd: Hansemannstrasse (voorheen ul. Płowiecka), Kennemannstrasse (voorheen ul. Podkomorska) en Tiedemannstrasse (voorheen ul. Podstolińska). De Duitse bezettingsmacht ging over op etnische zuivering: massamoorden, deportaties en meedogenloze terreur om alles wat Pools was uit te roeien. Op deze manier probeerden de Duitsers de provincie voor altijd Duits te maken. De Hakatisten in de Volksdeutscher Selbstschutz waren betrokken bij de eerste massamoorden tegen Polen. De veteranen uit de opstand werden in het bijzonder vervolgd en werden soms standrechtelijk geëxecuteerd.
Poolse onderzoekers van het Instytut Pamięci Narodowej hebben een schatting gemaakt van ongeveer 800.000 etnische Poolse slachtoffers tijdens de Duitse bezetting, waaronder:
- 400.000 in gevangenissen
- 148.000 in (massa) executies
- 240.000 onder gedeporteerden naar concentratiekampen, inclusief 70-75.000 in KZ Auschwitz.[14]

Uit datzelfde onderzoek komt naar voren dat 200.000 Poolse kinderen in het kader van Generalplan Ost zijn ontvoerd om door Lebensborn germaniseerd te worden.